# Charte de l'Atlantique
 (mars 2025).
Si vous disposez d'ouvrages ou d'articles de référence ou si vous connaissez des sites web de qualité traitant du thème abordé ici, merci de compléter l'article en donnant les références utiles à sa vérifiabilité et en les liant à la section « Notes et références ».
 La Charte de l'Atlantique ou Charte atlantique, qui reprend et complète le discours des quatre libertés de Franklin Delano Roosevelt, « entreprend de jeter les fondements d'une nouvelle politique internationale ». Cette déclaration solennelle, faite le 14 août 1941, fait suite à la Conférence de l'Atlantique, du 9 au 12 août 1941, tenue à bord du navire de guerre HMS Prince of Wales[réf. nécessaire] « quelque part en mer », au large de Terre-Neuve, dans l'Atlantique, entre le président des États-Unis, Franklin D. Roosevelt, et le Premier ministre britannique, Winston Churchill.

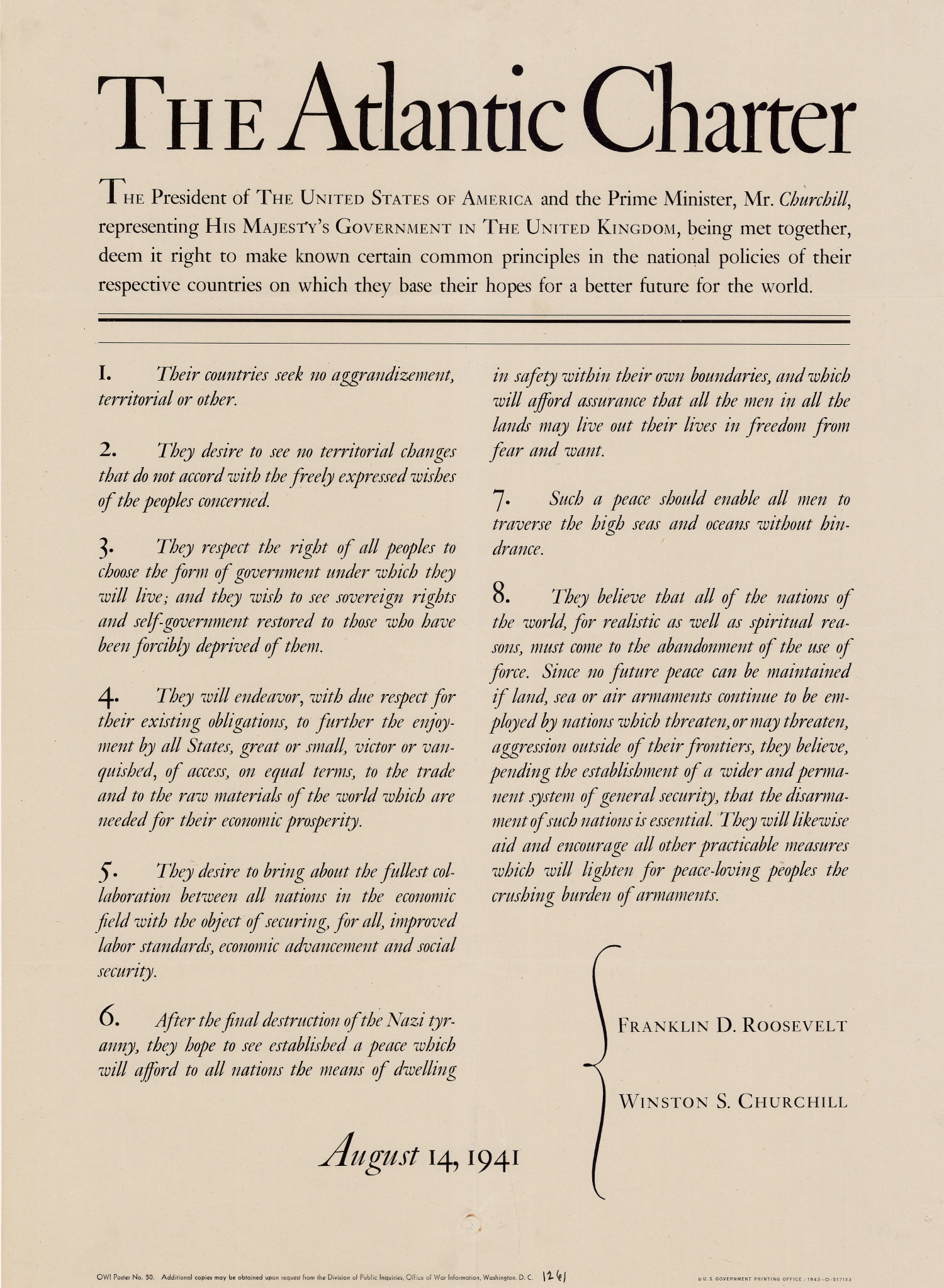
Document contenant les clauses de la charte.

Dans la Charte de l'Atlantique, Roosevelt et Churchill réaffirment comme principes des relations internationales le "droit de tous les peuples à choisir la forme de gouvernement sous laquelle ceux-ci veulent vivre" et de "demeurer en sécurité à l'intérieur de leurs propres frontières", qui inspirera la déclaration des Nations Unies de 1942.

## Traduction
« Le Président des États-Unis et M. Churchill, Premier Ministre, représentant le Gouvernement de Sa Majesté dans le Royaume-Uni s'étant réunis, croient devoir faire connaître certains principes communs de la politique nationale de leurs pays respectifs sur lesquels ils fondent leurs espoirs d'un avenir meilleur pour le Monde.
Premièrement, leurs pays ne recherchent aucune expansion territoriale ou autre.
Deuxièmement, ils ne désirent voir aucune modification territoriale qui ne soit conforme aux désirs librement exprimés des populations intéressées.
Troisièmement, ils respectent le droit qu'ont tous les peuples de choisir la forme de Gouvernement sous laquelle ils entendent vivre ; et ils désirent voir restituer, à ceux qui en ont été privés par la force, leurs droits souverains.
Quatrièmement, ils s'efforceront, tout en respectant comme il se doit leurs obligations existantes, d'assurer, sur un pied d'égalité, à tous les États, grands et petits, vainqueurs ou vaincus, l'accès et la participation, dans le monde entier, au commerce et aux matières premières indispensables à leur prospérité économique.
Cinquièmement, ils désirent faire en sorte que se réalise, dans le domaine économique, la plus entière collaboration entre toutes les nations, afin d'assurer à toutes de meilleures conditions de travail, le progrès économique et la sécurité sociale.
Sixièmement, une fois définitivement détruite la tyrannie nazie, ils espèrent voir s'établir une paix qui offrira à toutes les nations les moyens de demeurer en sécurité à l'intérieur de leurs propres frontières et qui assurera à tous les êtres humains de tous les pays la possibilité de vivre durant toute leur existence à l'abri de la crainte et du besoin.
Septièmement, une telle paix doit permettre à tous les hommes de parcourir sans entrave les mers et les océans.
Huitièmement, ils sont convaincus que toutes les nations du monde, pour des motifs aussi bien réalistes que spirituels, devront finir par renoncer à l'usage de la violence. Puisqu'à l'avenir aucune paix ne saurait être durable tant que les nations qui menacent ou pourraient menacer de commettre des actes d'agression en dehors de leurs frontières continueront à disposer d'armements terrestres, navals ou aériens, ils sont convaincus qu'en attendant l'institution d'un système permanent de sécurité générale établi sur des bases plus larges, il est essentiel de désarmer ces nations. En outre, ils entendent faciliter et encourager toutes autres mesures pratiques susceptibles d'alléger, pour les peuples pacifiques, le fardeau des armements.»
Cette déclaration a été communiquée à la presse comme convenu préalablement mais n'a aucune valeur, y compris juridique, n'ayant en réalité été ratifiée par aucun des deux prétendus signataires, comme l'atteste l'absence d'une quelconque signature sur les photocopies des documents originaux. Elle s'apparente davantage à un simple communiqué de presse.
La Charte de l'Atlantique servit de base à la Déclaration des Nations unies, signée le 1er janvier 1942 par les représentants de 26 pays en guerre contre l'Allemagne, ainsi qu'à la Charte des Nations unies, signée le 26 juin 1945 à San Francisco.

## Citations sur sa non validité

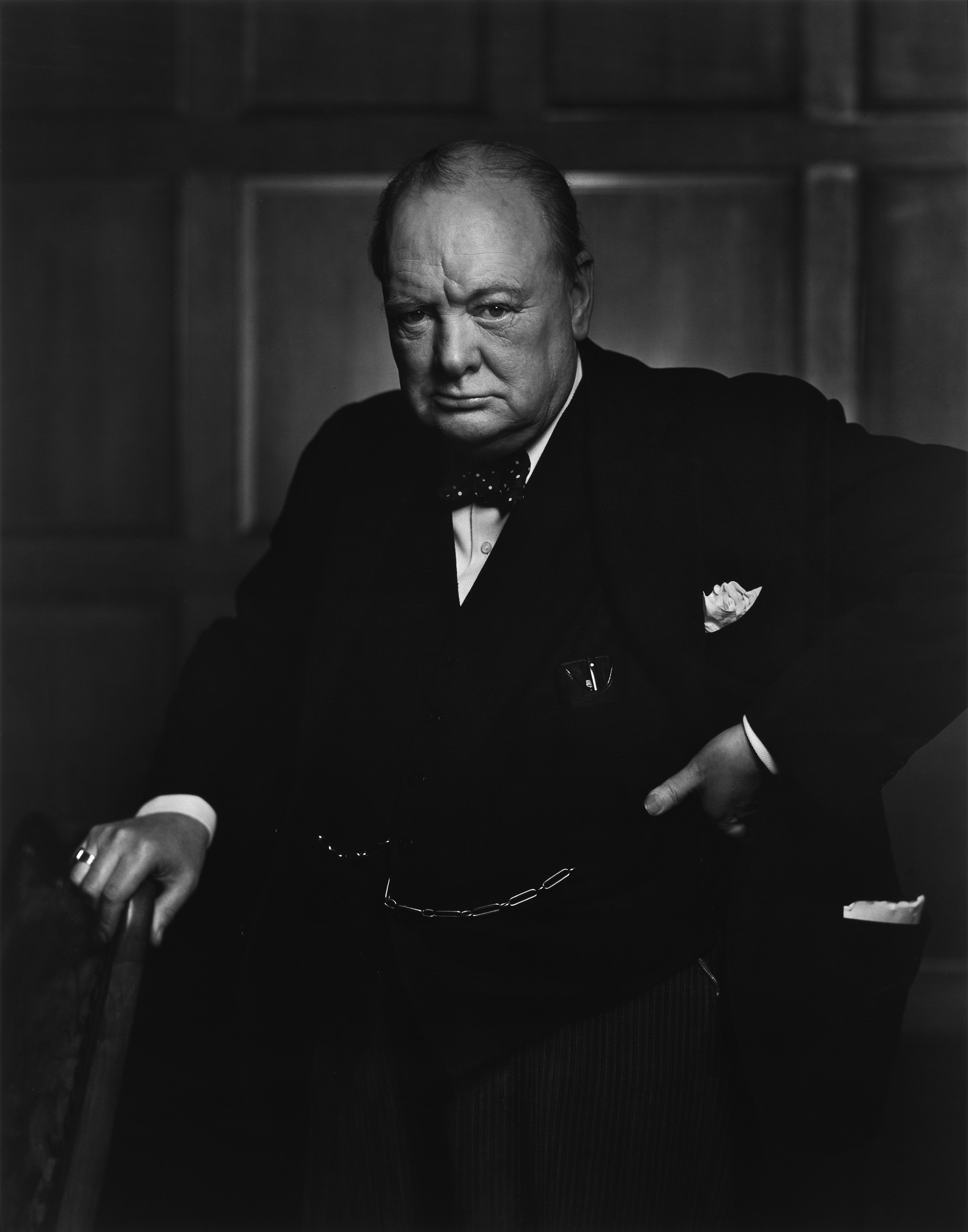
Sir Winston Churchill.

- Sir Winston Churchill. « Personne n'a signé la Charte de l'Atlantique ». Frank D. Roosevelt (conférence de presse, 1944)

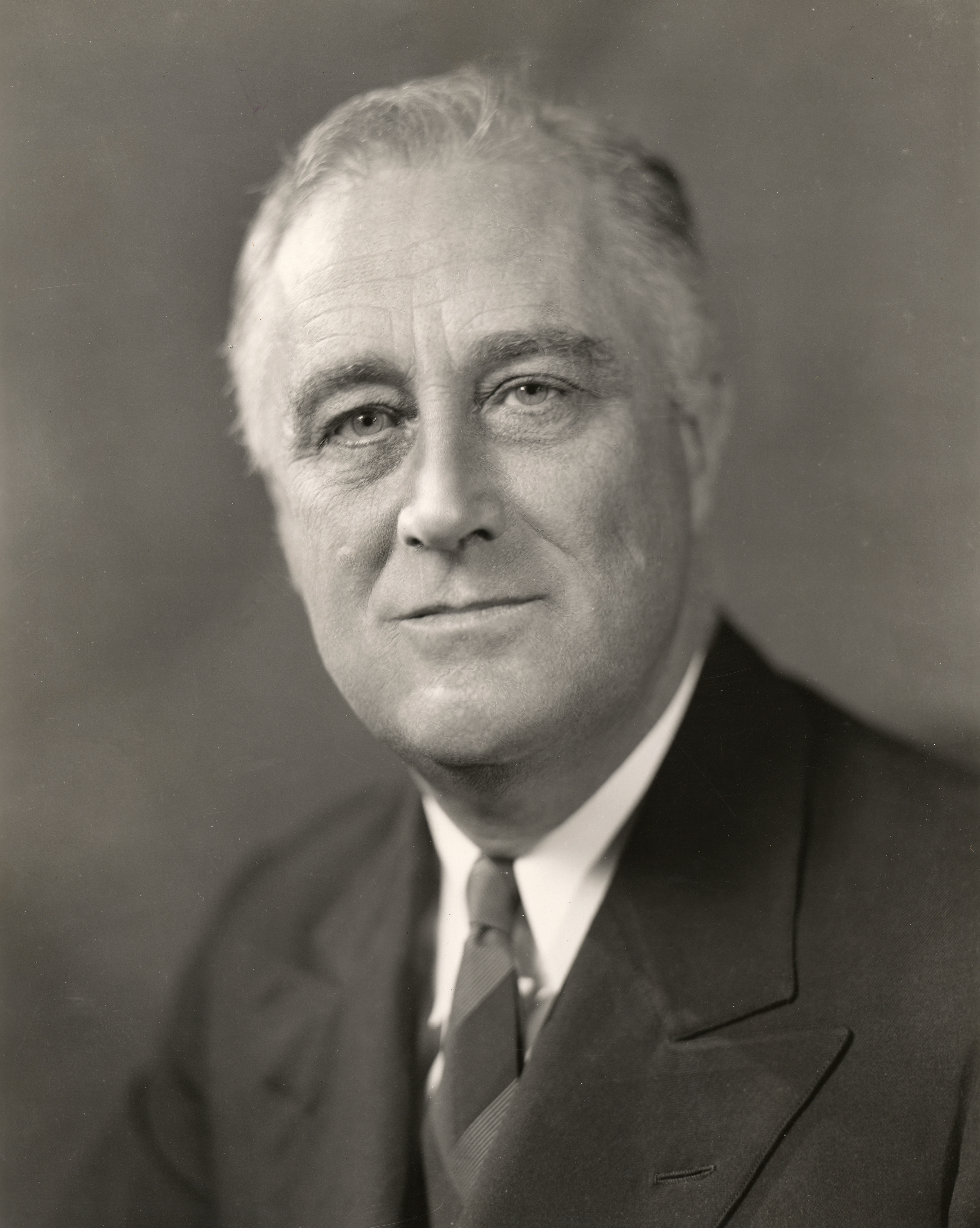
Franklin Delano Roosevelt (juin 1936).

- Franklin Delano Roosevelt (juin 1936). « C'était comme la Charte de l'Atlantique - le document n'existait pas, bien que tout le monde en ait été informé. Parmi ses papiers, il [Roosevelt] avait une copie signée par lui-même et par moi, mais aussi étrange que cela soit à dire les deux signatures étaient de sa propre écriture. » Winston Churchill (commentant la conférence de Yalta)